# Embasaurus
Embasaurus là một chi khủng long, được Riabinin mô tả khoa học năm 1931.